# Artur Rother
Artur Martin Rother (Stettin, 12 octobre 1885 – Aschau im Chiemgau, 22 septembre 1972) est un chef d'orchestre allemand qui a travaillé principalement à l'opéra.

## Biographie
Artur Rother naît à Stettin, en Poméranie (aujourd'hui Szczecin, en Pologne). Son père était organiste et professeur de musique. Il étudie avec Hugo Kaun et d'autres enseignants. Vers sa vingtième année, en 1906, il est chef d'orchestre à Wiesbaden et chef assistant au festival de Bayreuth entre 1907 et 1914. Il est Generalmusikdirektor à Dessau de 1927 à 1934.
Après l'arrivée au pouvoir des nazis, Rother rejoint la ligue des militants pour la culture allemande (Kampfbund für deutsche Kultur) en 1933, pendant une année, mais il n'adhère jamais au parti nazi.
À partir de 1934, il dirige le Deutsche Oper de Berlin, en succession à Bruno Walter et en est nommé Generalmusikdirektor, en 1937. En 1941, il publie sa propre édition de l'Idomeneo de Mozart. Hans Schmidt-Isserstedt, lui succède à l'opéra de Berlin, puis de 1946 à 1949, il est chef d'orchestre de la Orchestre symphonique de la Radio de Berlin, basé à Berlin Est. Par la suite, il est chef invité de l'orchestre du RIAS et de nouveau au Deutsche Oper de Berlin. Il est chef invité de l'orchestre Philharmonique de Berlin en 1960 et 1961 et membre honoraire du Deutsche Oper de Berlin à partir de 1965. Entre 1935 et 1964, il donne 41 concerts avec l'orchestre philharmonique de Berlin — ainsi que des concerts à Paris et en Espagne.
Il meurt en 1972, à Aschau im Chiemgau, âgé de 86 ans.

## Enregistrements
Les enregistrements d'Artur Rother comprennent des extraits d'opéra de Beethoven (Fidelio), Bizet (Carmen), Boieldieu (La dame blanche), Glinka (Rouslan et Ludmila), Flotow (Alessandro Stradella), Gluck (Iphigénie en Aulide), Gounod (Faust), Humperdinck (Hänsel und Gretel), Leoncavallo (Pagliacci), Mascagni (Cavalleria rusticana), Mozart (La Flûte enchantée, Les noces de Figaro), Nicolai (Les Joyeuses commères de Windsor), Offenbach (Les Contes d'Hoffmann), Puccini (La bohème, Madame Butterfly), Richard Strauss (Salome), Tchaïkovski (Eugène Onéguine, La dame de Pique), Verdi (Aida, Don Carlos, Les Vêpres Siciliennes, Simon Boccanegra, Il trovatore), Wagner (Lohengrin, Die Meistersinger von Nürnberg, Rienzi, Tannhäuser) et Weber (Der Freischütz, Oberon).
Parmi chanteurs qui ont chanté sous sa direction on trouve : Peter Anders, Erna Berger, Walter Berry, Kim Borg, Maria Cebotari, Dietrich Fischer-Dieskau, Josef Greindl, Hans Hotter, James King, Margarete Klose, Tiana Lemnitz, Max Lorenz, Christa Ludwig, Walther Ludwig, Martha Mödl, Helge Rosvaenge, Heinrich Schlusnus, Karl Schmitt-Walter, Rita Streich, Ludwig Suthaus, Wolfgang Windgassen et Fritz Wunderlich.
Artur Rother a dirigé une des premières expérimentales de l'enregistrement stéréo à l'aide de la bande magnétique, vers la fin l'année 1944, ou au début de 1945, avec le concerto « l'Empereur » de Beethoven, avec Walter Gieseking ; dans lequel peuvent être entendus, pendant les passages calmes, des coups de feu des canons anti-aériens ; il est l'un des trois enregistrements connus ayant survécu. 
Une décennie plus tard, au début de l'ère  stéréo, il accompagne le pianiste Jakob Gimpel dans des enregistrements pour le label Ariola, des concertos pour piano de Beethoven (n° 4), Grieg et Schumann.
Il a également enregistré de concerto pour violon de Beethoven, la Romance et le Concerto pour violon de Tchaïkovski, avec Georg Kulenkampff ; et le Concerto pour violon de Khachaturian avec Gerhard Taschner.